# Přílepy (Zlín)
Přílepy (in tedesco Pschilep) è un comune della Repubblica Ceca facente parte del distretto di Kroměříž, nella regione di Zlín.